# Conférence de Marrakech de 2016 sur les changements climatiques
La conférence de Marrakech a eu lieu du 7 au 18 novembre 2016 à Bab Ighli à Marrakech, au Maroc.
Elle est à la fois la 22e conférence des parties (d'où le nom COP 22) à la Convention-cadre des Nations unies sur les changements climatiques (CCNUCC), la 12e conférence des parties siégeant en tant que réunion des parties au protocole de Kyoto (CMP 12) et la 1re conférence des parties à l'Accord de Paris (CMA 1). 197 pays y ont participé.

## Historique
La Conférence de Marrakech s'inscrit dans la continuité des sommets mondiaux organisés par l'Organisation des Nations unies à la suite de l'adoption du Protocole de Kyoto en 1997, qui engage les pays signataires à réduire leurs émissions totales de gaz à effet de serre à un niveau inférieur à 5% et ce sur la période allant de 2008 à 2012.

### 2009: Conférence de Copenhague (COP15)
Censée organiser l'après-Kyoto, la conférence aboutit à l’accord de Copenhague : un texte de 3 pages qui réunit des orientations communes à l’échelle internationale concernant la façon de traiter le changement climatique (réduction des émissions de gaz à effet de serre, limitation du réchauffement climatique à 2 °C, financement de trente milliards de dollars sur 2010-2012). La conférence est malgré tout considérée comme un échec.

### 2011: Conférence de Durban (COP17)
Elle avait pour objectif de reprendre les négociations à zéro afin de préparer le terrain pour les futures négociations. Lors de ce sommet est créé le Groupe de travail sur la Plateforme de Durban pour une action renforcée, chargé de combler le « fossé d'ambition » existant entre les engagements de réduction des émissions de gaz à effet de serre pris par les États et l'objectif d'un réchauffement climatique maintenu sous la barre des 2 °C.  

### 2014: Conférence de Lima (COP20)
Elle met encore davantage au premier plan la nécessité d'efforts supplémentaires pour parvenir aux objectifs de maintien du réchauffement climatique sous la barre des 2 °C d'ici à 2100. Elle débouche sur la rédaction d'un document préparatoire au futur accord de la COP21 de Paris et à l’adoption d’un texte de trente-sept pages.

### 2015: Conférence de Paris (COP21)
Les 195 pays participants à la Conférence de Paris de 2015 sur le climat ont adopté le premier accord mondial concernant le climat, un traité contraignant qui a pour but de limiter le réchauffement climatique à moins de 2 °C.

## Objectifs de la COP22

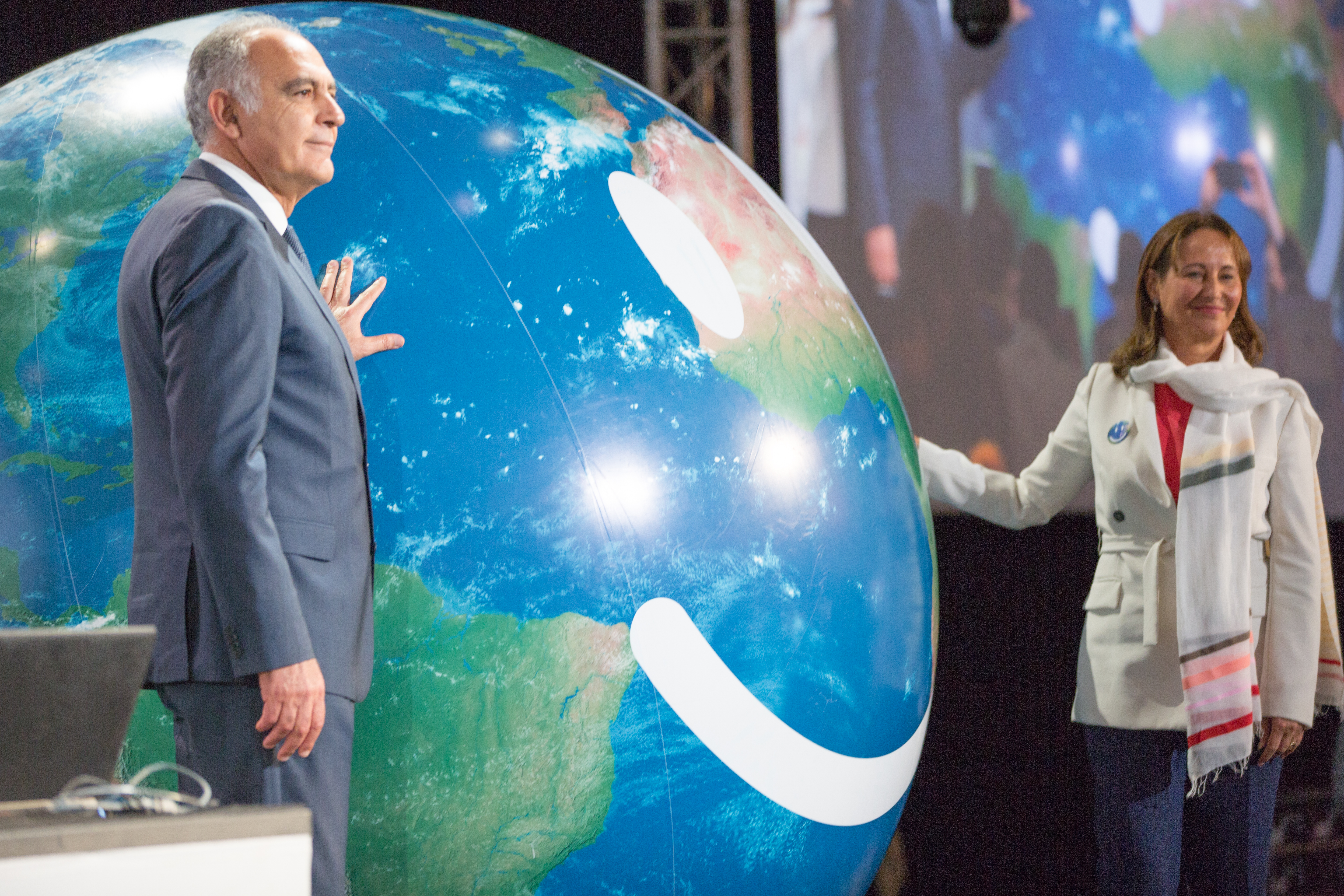
Salaheddine Mezouar et Ségolène Royal lors de la cérémonie d’ouverture.

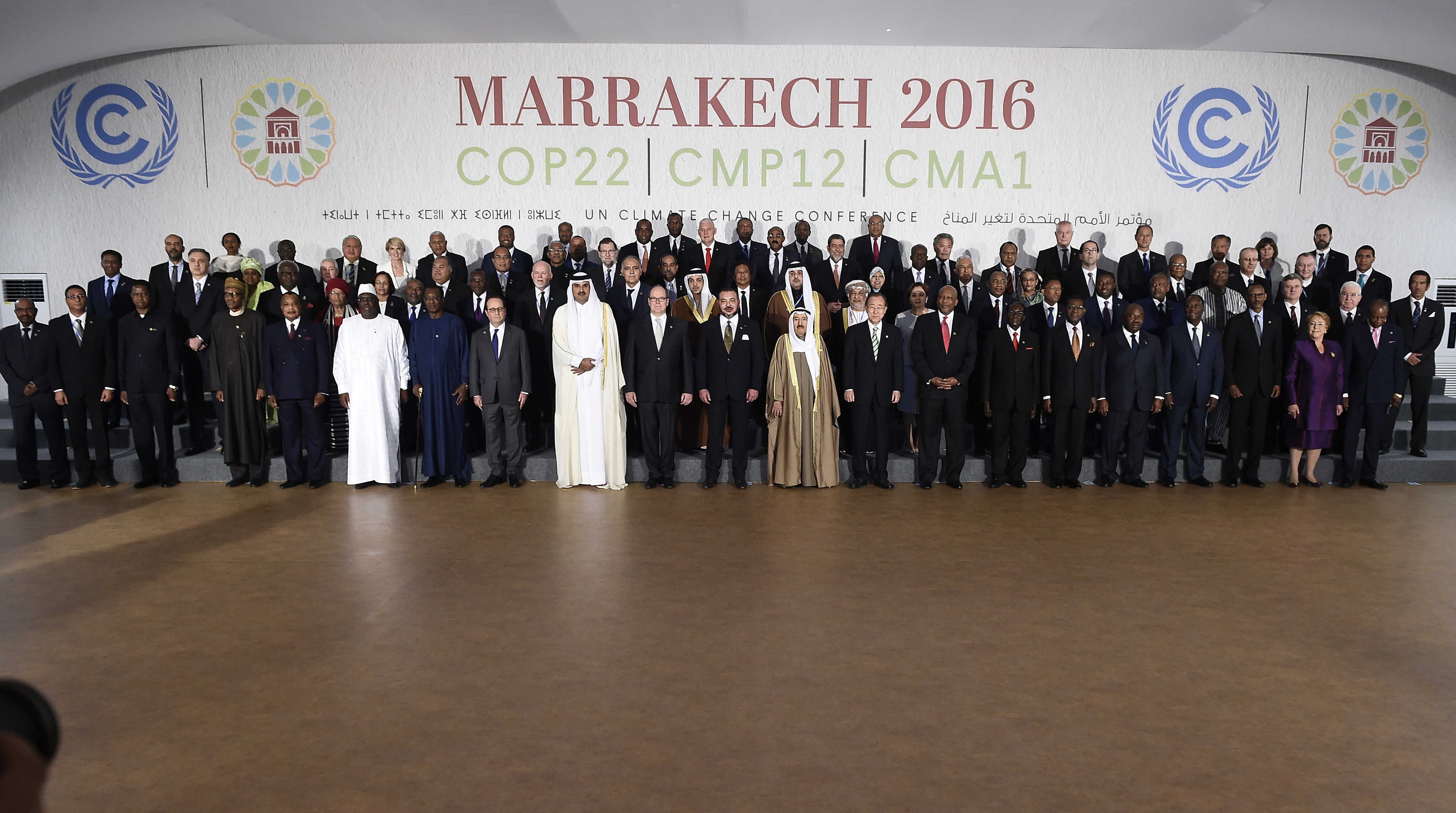
Photo officielle de la conférence.

Les modalités d'application de l'accord sur le climat signé à Paris lors de la COP21 et l'agenda des négociations étaient à l'agenda de la COP22,.
Le Maroc entendait profiter de la COP22 pour mettre en valeur ses engagements pour le climat. Selon la ministre déléguée chargée de l'Environnement, Hakima El Haite, cette conférence est « celle de l'innovation en matière d'adaptation et d'atténuation aux effets du changement climatique » ainsi que « l'occasion de développer des outils opérationnels dans le cadre du plan Paris-Lima puis Paris-Marrakech ». Le financement des pertes et préjudices, qui a été reconnu par l'Accord de Paris, ainsi que les règles de transparence sur les informations fournies par les États concernant leurs démarches pour diminuer leurs émissions de gaz à effet de serre étaient également un sujet de débat durant la COP22.

## Résultats de la COP22
Le texte adopté par les délégations des 197 pays avance de deux ans l'adoption des modalités d'application de l'accord de Paris de 2015 sur le climat, qui seront arrêtées en 2018 à la COP24, que la Pologne s'est proposée d'accueillir, au lieu de 2020. Les principales autres avancées de la COP22 sont :
- La présentation par plusieurs pays, comme le Canada, l'Allemagne, le Mexique et les États-Unis, de leur plan stratégique pour atteindre le « zéro net émission » en 2050, date à laquelle ils prévoient de ne pas rejeter plus de gaz à effet de serre dans l'atmosphère qu'ils ne peuvent en compenser ; cet outil d'accès à la « neutralité carbone » est recommandé par l'accord de Paris sur le climat ; sans lui, contenir le réchauffement terrestre bien en dessous de la barre des 2 degrés d'ici à 2100 est impossible. Une quinzaine d'autres États, dont la France, se préparent à élaborer leur plan.
- Un appel lancé par la présidence marocaine de la COP22 émanant de gouvernements et de structures non étatiques, le « Climate Vulnerable Forum »,  dont les 48 pays en développement ont fait serment de produire « aussi vite que possible » uniquement des énergies renouvelables.
- Onze États supplémentaires ont ratifié l'accord de Paris sur le climat, dont l'Australie, l'Italie, le Japon, le Pakistan, la Malaisie et le Royaume-Uni.
- Les pays riches ont promis 83 millions de dollars, dont 50 millions accordés par l'Allemagne au Fonds pour l'adaptation qui a été institué dans le cadre du protocole de Kyoto.
- Les dirigeants du Fonds vert pour le climat issu de la COP de Copenhague de 2009 ont annoncé leur aval à deux premiers plans nationaux d'adaptation au changement climatique dans les pays en développement, au Liberia et au Népal ; le fonds est en passe d'approuver 2,5 milliards de dollars alloués à des projets.
- Sur le plan local, c'est aussi l'occasion pour la ville de Marrakech de verdir son image, en installant par exemple 300 bicyclettes en vélopartage[15].

## Dimension africaine de la COP22
En marge de la tenue de la COP22, un sommet a réuni « une trentaine de chefs d’état africains » le 16 novembre 2016 au Palais des Congrès de Marrakech, le Africa Action Summit. Ce sommet portait essentiellement sur les négociations sur le climat, le continent africain étant le plus menacé par le réchauffement climatique. C'est notamment à l'occasion de ce sommet qu'a été annoncée la prochaine signature de l'accord de création du Fonds bleu pour le Bassin du Congo
.
Une initiative de la Fédération Atlantique des Agences de Presse Africaines (FAAPA), alors présidée par l’Agence marocaine de presse (MAP), facilite la couverture médiatique de la COP22 par les agences de presse membres. Les journalistes Dalatou Malam Mamane (Agence Nigérienne de Presse), Bintou Kachallah (Agence Tchadienne de Presse et d’Edition) et Isaac Makanga (Agence Gabonaise de Presse) couvrent notamment l'événement.

## Organisation et logistique
Cette conférence a été présidée par le ministre des Affaires étrangères marocain Salaheddine Mezouar.
Le 2 mai 2016, la société GL Events a signé le contrat de prestation ; elle avait participé à l'organisation de la COP20 à Lima et de la COP21 à Paris. L'Organisation des Nations unies pour l'alimentation et l'agriculture « apportera (également) son soutien à la préparation de la COP 22 ».